# Polje pri Bistrici
Polje pri Bistrici (deutsch: Felddorf) ist ein Ort in der Gemeinde Bistrica ob Sotli in Slowenien. Er liegt in der historischen Region Untersteiermark an der kroatischen Grenze.

## Geographie

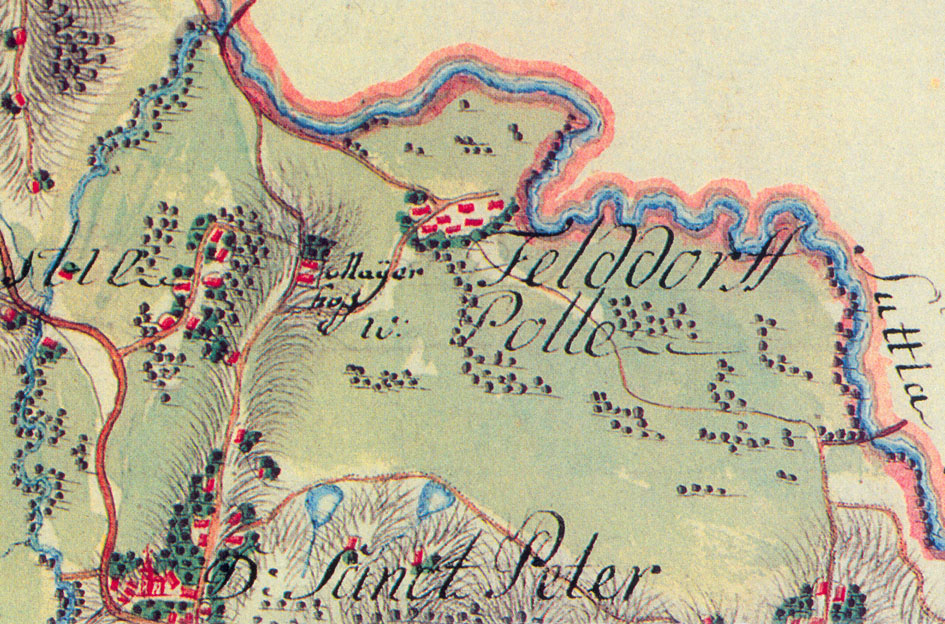
Die Siedlung Felddorf/Polje pri Bistrici mit Umgebung (Josephinische Landesaufnahme 1784–1787)

Die Dorfgemarkung nimmt den nordöstlichen Bereich der Gemeinde ein und liegt in der Ebene zwischen dem Bach Bistrica/Feistritz und der Sotla. Das Ortsgebiet umfasst eine Fläche von 191 ha und grenzt an die Gemeindeteile Kunšperk, Bistrica ob Sotli, Hrastje ob Bistrici im Süden und Ples im Westen. Im Norden berührt die Dorfflur die Sotla, die hier die slowenisch-kroatische Grenze markiert. Ein kleiner, internationaler Grenzübergang verbindet Polje pri Bistrici mit seinem kroatischen Nachbarort Kumrovec.
Die Wohnhäuser und Wirtschaftsgebäude der Siedlung stehen etwas verstreut längs der Straße und am östlichen Bahnübergang der kroatischen Eisenbahnlinie Kumrovec–Sutla, die teilweise über slowenisches Gebiet führt. Der Ort liegt auf einer Höhe von 179 m. i. J. und hat 88 Einwohner (2002).

## Geschichte
Das Dorf wird erstmals im Jahre 1480 urkundlich als „Feldeldorf“ erwähnt. Im Urbar der Herrschaft Königsberg von 1566 wird die Siedlung als „Veldorff“ bezeichnet und dabei werden auch sieben abgabenpflichtige Untertanen erwähnt, u. a. der Suppan Leonhard (slo. Župan = Ortsvorsteher), Paule Putzko, Mathia Vellepitsch und Jakob Dobrina.
In der josephinischen Landesaufnahme (1784–1787) wird die Siedlung beschrieben: „Felderdorff…stehet an (dem) Bach Szotla, liegt in der Ebene…hat keine Waldung…der Weeg ist nur 4 Schuch breit…die umliegenden Wiesen (sind) sümpfig bies zur drocken Sommerszeit…“.
Auch Carl Schmutz führt 1822 den Ort in seinem „Lexikon von Steiermark“ an: „Felldorf, bey St. Peter, windisch Polle, Cillier-Kreis, am Feistritzbache, Gemeinde des Bezirkes Wisell, Pfarre St. Peter bey Königsberg, zur Herrschaft Wisell dienstbar. Häuser 19, Wohnparteien 23, Bevölkerung einheimisch 119, worunter 59 weibliche Seelen, Viehstand Pferde 5, Kühe 11“.
Im „Lexikon von Steiermark“ von Josef Andreas Janisch (ab 1878) fand der Ort ebenfalls Aufnahme: Felddorf, slo.: Polje, Ortschaft der Katastral-Gemeinde Königsberg, Ortsgemeinde St. Peter, Gerichtsbezirk Drachenburg, mit 18 Häuser und 109 Seelen (54 ml., 55 wbl.), nach St. Peter am Königsberg eingepfarrt und eingeschult. Liegt hart an der Sottla an der Grenze Kroatiens.
Bei der Volkszählung im Jahre 1880 bestand die Siedlung Felddorf aus dem Weiler Feistritz (slo.: Bistrica) mit 8 Häusern, 35 männl., 26 weibl. Einwohnern und dem Dorf Felddorf (slo.: Polje) mit 9 Häusern, 30 männl., 38 weibl. Einwohnern, zusammen 129 Einwohner, alle bekannten sich zur katholischen Religion und 121 gaben slowenisch als Umgangssprache an. Ortsbewohner mit deutscher Umgangssprache wurden damals nicht gezählt.
Im Jahre 1931 gehörte das Dorf Polje mit seinen 119 Einwohnern zur Gemeinde Sveti Petar pod Svetimi gorami (St. Peter unter dem Hl. Berg) und lag im Draubanat/Dravska banovina  des Königreichs Jugoslawien.
Nach der „Zerschlagung“ des jugoslawischen Staates durch die Achsenmächte im April 1941 okkupierte das Großdeutsche Reich auch das untersteirische Gebiet. Sofort wurde mit dem „Neuaufbau“ von Verwaltung und Wirtschaft begonnen. Für den Ort Polje mit seiner slowenischen Bevölkerung hatte diese Neuordnung zur Folge, dass fast die gesamte Einwohnerschaft im November 1941 in Lager der Volksdeutschen Mittelstelle (VoMi) nach Deutschland deportiert wurde. In die freigemachten Häuser und Höfe wurden Volksdeutsche aus der Gottschee angesiedelt.